# Abaújszántó
Abaújszántó is een plaats (város) en gemeente in het Hongaarse comitaat Borsod-Abaúj-Zemplén. Abaújszántó telt 3062 inwoners (2015) en ligt aan de Szerencs-patak aan de voet van de Sátorhegy, die deel uitmaakt van het Zempléngebergte. Het stadje ligt in het wijngebied Tokaj-Hegyalja.
Abaújszánto, dat tot 1870 kortweg Szántó heette, telde in 1910 nog bijna 5000 inwoners en was destijds de op een na grootste plaats in het comitaat Abaúj-Torna. In 1902 verloor het zijn status van stad, die het in 2004 weer terugkreeg.
Het stadje heeft een station aan de spoorlijn tussen Szerencs en Hidasnémeti, die in 1909 werd aangelegd. 
Stad met comitaatsrecht (megyei jogú város): Miskolc

Steden (város): Abaújszántó · Alsózsolca · Borsodnádasd · Cigánd · Edelény · Emőd · Encs · Felsőzsolca · Gönc · Kazincbarcika · Mezőcsát · Mezőkövesd · Nyékládháza · Onga · Ózd · Pálháza · Putnok · Rudabánya · Sajóbábony · Sajószentpéter · Sárospatak · Sátoraljaújhely · Szendrő · Szerencs · Szikszó · Tiszaújváros · Tokaj

Vlekken (nagyközség): Arló · Hernádnémeti · Izsófalva · Múcsony · Ricse · Szentistván · Szirmabesenyő · Taktaharkány · Tiszalúc

Overige gemeenten (község): Abaújalpár · Abaújkér · Abaújlak · Abaújszolnok · Abaújvár · Abod · Aggtelek · Alacska · Alsóberecki · Alsódobsza · Alsógagy · Alsóregmec · Alsószuha · Alsótelekes · Alsóvadász · Arka · Arnót · Aszaló · Ároktő · Baktakék · Balajt · Baskó · Bánhorváti · Bánréve · Becskeháza · Bekecs · Berente · Beret · Berzék · Bodroghalom · Bodrogkeresztúr · Bodrogkisfalud · Bodrogolaszi · Bogács · Boldogkőújfalu · Boldogkőváralja · Boldva · Borsodbóta · Borsodgeszt · Borsodivánka · Borsodszentgyörgy · Borsodszirák · Bódvalenke · Bódvarákó · Bódvaszilas · Bózsva · Bőcs · Bükkábrány · Bükkaranyos · Bükkmogyorósd · Bükkszentkereszt · Bükkzsérc · Büttös · Csenyéte · Cserépfalu · Cserépváralja · Csernely · Csincse · Csobaj · Csobád · Csokvaomány · Damak · Dámóc · Debréte · Detek · Dédestapolcsány · Domaháza · Dövény · Dubicsány · Egerlövő · Erdőbénye · Erdőhorváti · Égerszög · Fancsal · Farkaslyuk · Fáj · Felsőberecki · Felsődobsza · Felsőgagy · Felsőkelecsény · Felsőnyárád · Felsőregmec · Felsőtelekes · Felsővadász · Filkeháza · Fony · Forró · Fulókércs · Füzér · Füzérkajata · Füzérkomlós · Füzérradvány · Gadna · Gagyapáti · Gagybátor · Gagyvendégi · Galvács · Garadna · Gelej · Gesztely · Gibárt · Girincs · Golop · Gömörszőlős · Göncruszka · Györgytarló · Halmaj · Hangács · Hangony · Háromhuta · Harsány · Hegymeg · Hejce · Hejőbába · Hejőkeresztúr · Hejőkürt · Hejőpapi · Hejőszalonta · Hercegkút · Hernádbűd · Hernádcéce · Hernádkak · Hernádkércs · Hernádpetri · Hernádszentandrás · Hernádszurdok · Hernádvécse · Hét · Hidasnémeti · Hidvégardó · Hollóháza · Homrogd · Igrici · Imola · Ináncs · Irota · Jákfalva · Járdánháza · Jósvafő · Karcsa · Karos · Kács · Kánó · Kány · Kázsmárk · Kelemér · Kenézlő · Keresztéte · Kesznyéten · Kéked · Királd · Kiscsécs · Kisgyőr · Kishuta · Kiskinizs · Kisrozvágy · Kissikátor · Kistokaj · Komjáti · Komlóska · Kondó · Korlát · Kovácsvágás · Köröm · Krasznokvajda · Kupa · Kurityán · Lak · Lácacséke · Ládbesenyő · Legyesbénye · Léh · Lénárddaróc · Litka · Makkoshotyka · Martonyi · Mád · Mályi · Mályinka · Megyaszó · Meszes · Mezőnagymihály · Mezőnyárád · Mezőzombor · Méra · Mikóháza · Mogyoróska · Monaj · Monok · Muhi · Nagybarca · Nagycsécs · Nagyhuta · Nagykinizs · Nagyrozvágy · Nekézseny · Nemesbikk · Négyes · Novajidrány · Nyésta · Nyíri · Nyomár · Olaszliszka · Ormosbánya · Oszlár · Ónod · Pamlény · Parasznya · Pácin · Pányok · Pere · Perecse · Perkupa · Prügy · Pusztafalu · Pusztaradvány · Radostyán · Ragály · Rakaca · Rakacaszend · Rásonysápberencs · Rátka · Regéc · Répáshuta · Révleányvár · Rudolftelep · Sajóecseg · Sajógalgóc · Sajóhídvég · Sajóivánka · Sajókaza · Sajókápolna · Sajókeresztúr · Sajólád · Sajólászlófalva · Sajómercse · Sajónémeti · Sajóörös · Sajópálfala · Sajópetri · Sajópüspöki · Sajósenye · Sajószöged · Sajóvámos · Sajóvelezd · Sály · Sárazsadány · Sáta · Selyeb · Semjén · Serényfalva · Sima · Sóstófalva · Szakácsi · Szakáld · Szalaszend · Szalonna · Szászfa · Szegi · Szegilong · Szemere · Szendrőlád · Szentistvánbaksa · Szin · Szinpetri · Szomolya · Szögliget · Szőlősardó · Szuhafő · Szuhakálló · Szuhogy · Taktabáj · Taktakenéz · Taktaszada · Tarcal · Tard · Tállya · Telkibánya · Teresztenye · Tibolddaróc · Tiszabábolna · Tiszacsermely · Tiszadorogma · Tiszakarád · Tiszakeszi · Tiszaladány · Tiszapalkonya · Tiszatardos · Tiszatarján · Tiszavalk · Tolcsva · Tomor · Tornabarakony · Tornakápolna · Tornanádaska · Tornaszentandrás · Tornaszentjakab · Tornyosnémeti · Trizs · Uppony · Újcsanálos · Vadna · Vajdácska · Varbó · Varbóc · Vatta · Vágáshuta · Vámosújfalu · Vilmány · Vilyvitány · Viss · Viszló · Vizsoly · Zalkod · Zádorfalva · Zemplénagárd · Ziliz · Zubogy · Zsujta